# Grace Ravlin
Grace Ravlin (Kaneville, 15 d'abril de 1873 - Plano, 25 de setembre de 1956) va ser una artista nord-americana, coneguda per pintar els llocs exòtics on va viatjar.

## Biografia
Nascuda Kaneville, Illinois, Ravlin va estudiar amb John Vanderpoel a l'Escola de l'Institut d'Art de Chicago, i amb William Merritt Chase a l'Acadèmia de Belles Arts de Pennsylvania. A París va prendre classes amb Émile-René Ménard i Lucien Simon. Va viatjar i va pintar molt durant la seva estada a França, visitant molts indrets, tant d'Europa com del nord d'Àfrica. Alhora, fa formar part de nombroses organitzacions artístiques de prestigi, com ara la Société Nationale des Beaux-Arts, la Société des Peintres Orientalistes Français i el Salon d'Automne.
L'any 1921 Ravlin va fer una estada a Catalunya. Al mes de febrer va exposar la seva obra a les Galeries Laietanes de Barcelona, on va presentar natures mortes i paisatges del Marroc. La crítica del moment en va elogiar el seu estil personal, molt diferent del que el públic barceloní havia vist fins llavors, especialment pel que fa als colors grisos i matisats dels paisatges marroquins. L'abril d'aquell mateix any va prendre part del Saló de Primavera de Barcelona. Convidada per Marion Denison Whipple, l'esposa del filantrop Charles Deering, durant la seva estada a Catalunya Grace Ravlin es va hostatjar al Palau de Maricel de Sitges.
Ravlin va morir a Plano, Illinois. Moltes de les seves cartes han sobreviscut en arxius privats. El 2018, una pintura de Ravlin de 1920 va aparèixer a Antiques Roadshow, on es va taxar entre 15.000 i 20.000 dòlars.

## Premis i distincions
Entre els premis que va rebre es trobava la tercera medalla a l'Amis des Arts de Toulon el 1911; la medalla de plata a l'Exposició Internacional del Pacífic de Panamà el 1915; i els premis Field and Butler a l'Art Institute of Chicago el 1922.

## Obra
Ravlin es va descriure com una "pintora etnogràfica", i el seu tema principal eren els llocs exòtics als quals viatjava.
Es poden trobar exemples del seu treball a l'Institut d'Art de Chicago, al Musée du Luxembourg, al Museu de Newark, al Museu d'Art del Comtat de Los Angeles i al Museu d'Art Americà Smithsonian, entre d'altres.